# Joe Panik
Joseph Matthew Panik (ur. 30 października 1990) – amerykański baseballista występujący na pozycji drugobazowego w San Francisco Giants.

## Przebieg kariery
Panik studiował na St. John’s University w Nowym Jorku, gdzie w latach 2009–2011 grał w drużynie uniwersyteckiej St. John’s Red Storm. W czerwcu 2011 został wybrany w pierwszej rundzie draftu z numerem 29. przez San Francisco Giants i początkowo występował w klubach farmerskich tego zespołu, między innymi w Richmond Flying Squirrels (Double-A) i Fresno Grizzlies (Triple-A).
W Major League Baseball zadebiutował 21 czerwca 2014 w meczu przeciwko Arizona Diamondbacks jako pinch hitter, w którym zaliczył bazę za darmo. Po raz pierwszy w wyjściowym składzie Giants wyszedł dzień później w spotkaniu z Diamondbacks, w którym zaliczył pierwszy w MLB RBI. 22 sierpnia 2014 w wygranym przez Giants 10–3 wyjazdowym meczu z Washington Nationals zaliczył 4 uderzenia na 5 podejść, w tym pierwszego home runa w MLB. W tym samym roku zagrał we wszystkich meczach World Series, w których Giants pokonali Kansas City Royals 4–3. W głosowaniu do nagrody NL Rookie of the Year Award zajął 6. miejsce.
W lipcu 2015 po raz pierwszy zagrał w Meczu Gwiazd. W 2016 został wyróżniony spośród drugobazowych, otrzymując po raz pierwszy w swojej karierze Złotą Rękawicę.
Pomiędzy 4 a 6 września 2017 Panik wyrównał rekord MLB, zaliczając w trzymeczowej serii z Colorado Rockies 12 odbić. Poprzednio dokonał tego Jerry Remi ze Seattle Mariners w sezonie 1981.

## Nagrody i wyróżnienia
| Nagroda/wyróżnienie      | Lata | Źródło |
| All-Star                 | 2015 | [ 2 ]  |
| Gold Glove Award         | 2016 | [ 7 ]  |
| Zwycięzca w World Series | 2014 | [ 6 ]  |